# Cuitlauzina pygmaea
Cuitlauzina pygmaea es una especie de orquídeas epifita, originaria de México donde se encuentra en Hidalgo.

## Taxonomía
Cuitlauzina pygmaea fue descrita por (Lindl.) M.W.Chase & N.H.Williams y publicado en Lindleyana 21(3): 30. 2008.
Etimología
Cuitlauzina: nombre genérico otorgado en honor de Cuitlahuazin un caudillo mexicano hermano de Moctezuma.
pygmaea: epíteto latíno que significa "enana, pigmea"
Sinónimos
- Leochilus dignathe Schltr., Orchideen: 498 (1914).
- Dignathe pygmaea[1][4]